# Шаймарданов, Шайгардан Шаймарданович
Шайгардан Шаймарданович Шаймарданов (15 сентября 1890, д. Старое Байсарово Байсаровской волости Мензелинского уезда Уфимской губернии, Российская империя — 27 января 1940, г. Москва, РСФСР, СССР) — советский татарский государственный деятель. Член РСДРП (б) с 1917 года.

## Биография
Сын крестьянина-бедняка. Отца его в августе 1918 года расстреляли белогвардейцы за сочувствие к Советской власти и за принадлежность сына к большевикам. В 1906 году Ш. Шаймарданов окончил начальную сельскую школу, работал в хозяйстве отца, был «мальчиком» у торговца, батрачил у кулака.
В 1911 году был призван на военную службу, где окончил учебную команду и стал артиллеристом-фейерверкером.
Участник Первой мировой (1914—1918) и Гражданской войны (1918—1920).
Демобилизовавшись в начале января 1918 года, он приехал в родную деревню, был избран членом волостного земельного комитета и сразу же приступил к работе по изъятию земель у местных богатеев, мулл и кулаков. В марте был избран председателем сельсовета, непосредственно руководил распределением земель среди трудящихся крестьян. В начале июня 1918 года Шаймарданов избирается председателем исполкома волостного Совета и назначается волостным военным комиссаром. В связи с приближением к границам Мензелинского уезда белочехов, он организует из фронтовиков и деревенской молодежи красногвардейский отряд и участвует в боях с врагом.
В ноябре 1918 года его отзывают из армии, он вновь становится волостным военным комиссаром и избирается председателем волостного Совета. Под его руководством проводится мобилизация в армию, организуется сбор и отправка хлеба, фуража для фронта, налаживается мирная жизнь. В 1919 году во время наступления колчаковцев назначается начальником по эвакуации всех советских учреждений и организаций Мензелинского уезда, затем и сам ушёл воевать с частями 5-й армии Восточного фронта. Возвратившись после изгнания врага в конце октября 1919 года, он вновь работает председателем волостного исполкома и секретарем волостного комитета РКП (б) в деревне Байсарово. Затем избирается членом уездного исполнительного комитета.
В феврале-марте 1920 года участвует в подавлении кулацко-эсеровского мятежа «Черного орла и земледельца». Привлекался к работе межведомственной комиссии по установлению границ Татарской АССР.
Заместитель председателя, председатель Мензелинского уездного исполкома (1921—1923). В 1923—1924 работал ответственным секретарём Мензелинского кантонального комитета партии.
В 1924 году был участником II съезда Советов СССР, на котором избран членом ЦИК СССР.
В 1924—1925 — заместитель председателя Центрального Исполнительного Комитета (ТатЦИК) Татарской АССР.
В 1925—1927 — председатель Центрального Исполнительного Комитета (ТатЦИК) Татарской АССР.
С 1927 — председатель Совета народных комиссаров Татарской АССР. При нём началась подготовка национальных кадров и перевод делопроизводства на родной язык. Советы республики развернули работу по взращиванию национальных кадров, прежде всего из рабочих и крестьян. Был образован ряд учебных заведений для ускоренной подготовки кадров: Татарский коммунистический университет, курсы при Центральной комиссии по внедрению татарского языка и др. При его непосредственном участии был разработан проект Конституции ТАССР и внесен на утверждение в высшие органы государственной власти.
В 1928—1930 работал ответственным секретарём (ответственным инструктором) ЦК ВКП (б). Член коллегии Наркомфина РСФСР (1930—1931). Был направлен на учёбу в Академию внешней торговли, которую окончил в 1933 году.
С 1933 по 1935 работал заместителем председателя Совафганторга.
Торговый представитель СССР в Тувинской Народной Республике (1935—1937). С 1937 по 1938 находился в резерве Наркомвнешторга.
В 1938—1939 — заместитель начальника Союзпушнины Наркомата заготовок СССР.
Делегат XI—XVI съездов ВКП (б), II и V съезда Советов СССР, многих всероссийских съездов Советов, съездов Советов Татарской АССР.
В августе 1939 года необоснованно репрессирован и расстрелян в начале 1940 года. Захоронен в общей могиле Нового Донского кладбища г.Москвы. Реабилитирован посмертно в 1958 году.

## Память
- На родине Ш. Шаймарданова поставлен памятник.
- Композитор С. Садыкова и поэт М. Нугман сложили о нём песню «Шаймарданов комиссар».
- Решением Актанышского райисполкома 11.08.67 года колхоз, расположенный в деревне Байсарово, был назван именем Ш. Шаймарданова.